# Quenton Nelson
Quenton Nelson (19 de marzo de 1996) es un jugador profesional de fútbol americano estadounidense que juega en la posición de guard y actualmente milita en los Indianapolis Colts de la National Football League (NFL).

## Biografía
Nelson asistió a la preparatoria Red Bank Catholic High School en Red Bank, Nueva Jersey, donde practicó baloncesto y taekwondo. Al finalizar la preparatoria, fue considerado como un atleta de cinco estrellas y el 3er mejor offensive tackle de la nación por Rivals.com.
Posteriormente, asistió a la Universidad de Notre Dame donde jugó con los Notre Dame Fighting Irish desde 2014 a 2017. Después de ser un jugador reserva en su primer año en Notre Dame en 2014, Nelson jugó en los 12 juegos de la temporada 2015, incluyendo un encuentro como titular. En 2016, inició los 12 juegos, y al finalizar la temporada 2017 fue nombrado de forma unánime al primer equipo All-American. En enero de 2018, Nelson anunció que entraría al Draft de la NFL de 2018.

## Carrera

### Indianapolis Colts
Los Indianapolis Colts seleccionaron a Nelson en la primera ronda (sexta selección general) del Draft de la NFL de 2018. El 11 de mayo de 2018, los Colts firmaron a Nelson con un contrato totalmente garantizado de cuatro años y $23.88 millones, incluido un bono por firmar de $15.45 millones. En su temporada como novato, jugó los 16 encuentros de la temporada regular y fue elegido a su primer Pro Bowl. Al finalizar la temporada, fue nombrado al primer equipo All-Pro junto a su compañero Darius Leonard, también novato, marcando la segunda vez en la historia de la liga que dos compañeros novatos forman parte del equipo. Los únicos otros jugadores que lograron la hazaña fueron los miembros del Salón de la Fama Gale Sayers y Dick Butkus de los Chicago Bears en 1965.
En la temporada 2019, Nelson fue titular en los 16 juegos de los Colts. Participó en 1042 jugadas, permitiendo cero capturas (sacks) y cometiendo solo tres faltas; obtuvo una calificación de 91.2 por Pro Football Focus. Por segunda temporada consecutiva, fue nombrado al primer equipo All-Pro y obtuvo una nominación al Pro Bowl.
En 2020, Nelson nuevamente fue titular en los 16 encuentros de temporada regular y fue nombrado por tercera vez concecutiva tanto al Pro Bowl como al primer equipo All-Pro.
El 28 de abril de 2021, los Colts ejercieron la opción del quinto año del contrato de Nelson, que garantiza un salario de más de $13 millones para la temporada 2022. En la temporada 2021, jugó en 13 encuentros y fue seleccionado al segundo equipo All-Pro y a su cuarto Pro Bowl consecutivo, luego de ayudar al corredor Jonathan Taylor a liderar la liga con 1,811 yardas y 18 touchdowns por tierra.